# Salvertia
Salvertia  es un género de plantas con flor de la familia  Vochysiaceae. Comprende dos especies.

## Especies
- Salvertia convallariaeodora
- Salvertia thyrsiflora